# Drożki
Drożki (dawniej również Droszki, niem. Droschkau) – wieś w Polsce, położona w województwie wielkopolskim, w powiecie kępińskim, w gminie Rychtal.
W latach 1975–1998 miejscowość administracyjnie należała do województwa kaliskiego.
W okresie międzywojennym w miejscowości stacjonowała placówka Straży Granicznej I linii „Drożki”.

## Nazwa
W księdze łacińskiej Liber fundationis episcopatus Vratislaviensis (pol. Księga uposażeń biskupstwa wrocławskiego) spisanej za czasów biskupa Henryka z Wierzbna w latach 1295–1305 miejscowość wymieniona jest w zlatynizownej formie Droszkaw.
| SIMC    | Nazwa     | Rodzaj    |
| ------- | --------- | --------- |
| 0207988 | Gierczyce | część wsi |
| 0207994 | Lubica    | część wsi |
| 0208002 | Ryniec    | część wsi |

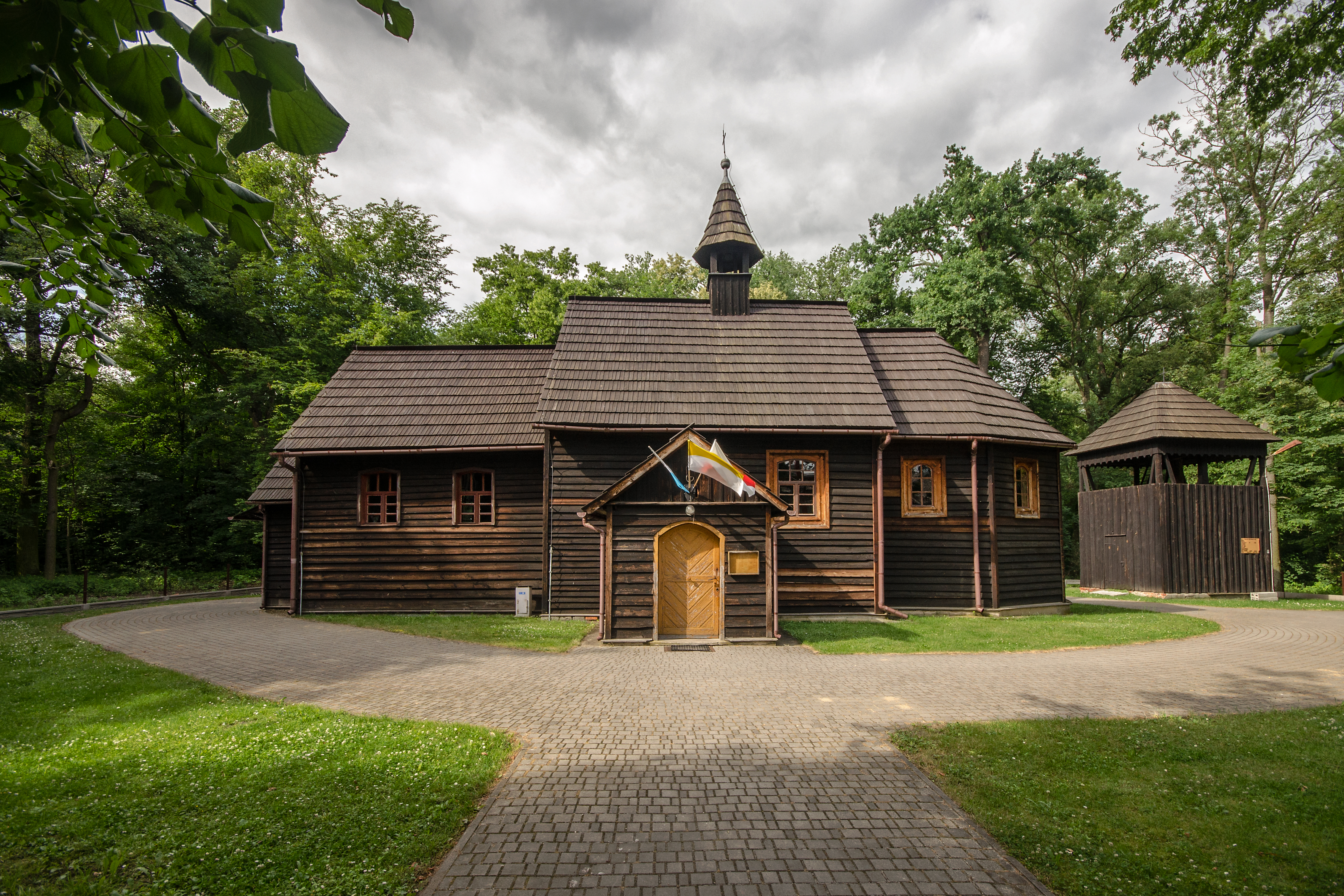
Kościół św. Jana Nepomucena w Drożkach
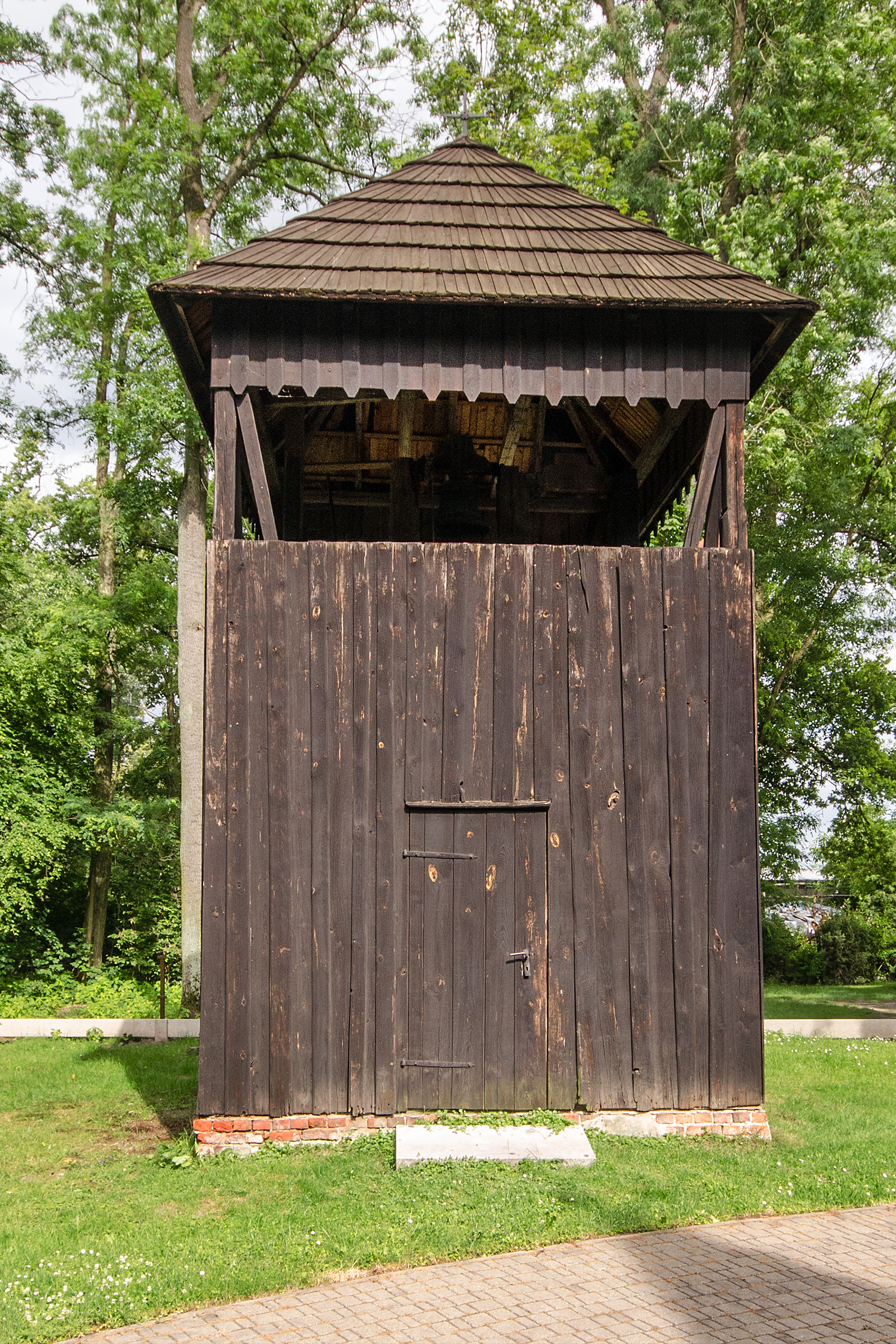
Dzwonnica przy kościele